# Diamant del Vallès
Diamant del Vallès és una urbanització al terme municipal de Bigues i Riells del Fai, al Vallès Oriental. És una urbanització d'extensió mitjana i, en canvi, poca població, ja que el 2018 tenia 114 habitants, que representa l'1,27% del cens municipal.
La urbanització es va fer en terrenys de la masia Can Bonrepòs. És a l'extrem de llevant del terme municipal, ran del límit amb l'Ametlla del Vallès, al sud-est de la urbanització de Can Febrera i a llevant de la de Can Barri, en el vessant nord-oest del Serrat de Santa Creu i a l'esquerra del Torrent de Bonrepòs. En el seu extrem sud-oest hi ha la masia de Can Bonrepòs.